# A világ legjobb apukája
A világ legjobb apukája (eredeti cím: World's Greatest Dad) 2009-ben bemutatott amerikai filmvígjáték-dráma, melyet Bobcat Goldthwait írt és rendezett. A főbb szerepekben pedig Robin Williams, Daryl Sabara és Alexie Gilmore látható.
2009. július 24-én jelent meg Video on Demand szolgáltatáson keresztül. 2009. augusztus 21-től korlátozott számú moziban is műsorra tűzték.

## Cselekmény
Lance Clayton egyedülálló apa, középiskolai irodalomtanár. Mindig is arról álmodott, hogy egyszer híres író lesz, de regényeit mind visszautasították a kiadók. Egyedül neveli 15 éves fiát, Kyle-t, aki a szex megszállottja, és utálja a körülötte lévő embereket, beleértve az apját is. 
Kyle középiskolás diák abban az iskolában, ahol Lance tanít. Egyetlen barátja, Andrew, aki szintén diák. Kyle tanulmányi eredményei és viselkedése is egyre kifogásolhatóbb, ezért az igazgató azt tanácsolja neki, változtasson magán, mert könnyen átírathatják másik iskolába. Lance titokban az iskola rajztanárával, Clairrel randizgat, ő viszont nem szeretne komoly kapcsolatot. Hamarosan Kyle egy furcsa balesetben elhalálozik, és a tragédia bekövetkeztével az apa lehetőséget nyer, hogy hírnevet és népszerűséget szerezzen magának.

## Szereplők
| Szerep                  | Színész            | Magyar hang        |
| ----------------------- | ------------------ | ------------------ |
| Lance Clayton           | Robin Williams     | Mikó István        |
| Claire Reed             | Alexie Gilmore     | Kisfalvi Krisztina |
| Kyle Clayton            | Daryl Sabara       | Baradlay Viktor    |
| Andrew                  | Evan Martin        | Stukovszky Tamás   |
| Wyatt Anderson igazgató | Geoff Pierson      | Rosta Sándor       |
| Mike Lane               | Henry Simmons      | Maday Gábor        |
| Bonnie                  | Mitzi McCall       | Kassai Ilona       |
| Jason                   | Jermaine Williams  | Molnár Miklós      |
| Heather                 | Lorraine Nicholson | Berkes Boglárka    |
| Morgan                  | Morgan Murphy      | Szabó Gertrúd      |
| Bert Green              | Toby Huss          | Kapácsy Miklós     |
| Jerry Klein             | Tom Kenny          | Fellegi Lénárd     |